# Cyaniris paucipuncta
Cyaniris paucipuncta är en fjärilsart som beskrevs av Gillmer 1909. Cyaniris paucipuncta ingår i släktet Cyaniris och familjen juvelvingar. Inga underarter finns listade i Catalogue of Life.